# LUZAR
LUZAR — підприємство й торговельна марка, створені в березні 2003 року на базі української державної компанії Луганський авіаційний ремонтний завод. Виробник алюмінієвих радіаторів й інших частин систем охолодження автомобіля. Назва торговельної марки умовно розшифровується, як «Луганський завод автомобільних радіаторів».

## Історія
Торговельна марка і саме підприємство засновані в березні 2003 року для просування алюмінієвої радіаторної продукції Луганського авіаційного ремонтного заводу й освоєння запасних частин автомобільної системи охолодження. Виробництво розпочалось з випуску радіаторів для потреб компанії «АвтоЗАЗ».